# August Stein (Journalist, 1851)
August Adolf Stein (* 2. Juni 1851 in Kaiserslautern; † 12. Oktober 1920 in Berlin), meist August Stein, war ein deutscher Journalist. Er wurde bekannt als langjähriger Berliner Korrespondent (1883–1920) der liberalen Frankfurter Zeitung mit dem Pseudonym Irenäus oder Irenaeus.

## Leben

### Frühe Jahre
August Stein stammte aus dem pfälzischen Kaiserslautern (damals Königreich Bayern). Im schlesischen Breslau besuchte er das Gymnasium. Stein studierte zunächst Medizin und bereitete sich auf eine Laufbahn als Augenarzt vor. Er war bereits Assistent beim Ordinarius der Augenheilkunde an der Universität Breslau, als er kurz vor dem Staatsexamen 1879, mit 28 Jahren, den Beruf wechselte. Die ärztliche Praxis reizte ihn nicht mehr.

### Journalistische Laufbahn
Seine journalistische Laufbahn begann in Berlin. Auf Anregung des Chefredakteurs der liberalen National-Zeitung, Siegfried Ernst Koebner, besuchte er die Generalsynode der Evangelischen Landeskirche von Preußen, die im Preußischen Herrenhaus tagte, schrieb einen Bericht und sandte ihn an mehrere Zeitungen. Wenig später fand er eine Anstellung bei der Parlamentskorrespondenz Oldenbergs Kammer-Korrespondenz. Diese 1960 von vom linksliberalen Verleger Frese gegründete, seit 1866 von Carl Martin Oldenberg (1823–1912) fortgeführte Presseagentur spezialisierte sich auf lithografierte Sitzungsberichte aus Reichstag, Preußischem Landtag und Herrenhaus. Im Oldenbergschen Parlamentsbureau arbeitete er mit Otto Wenzel und Franz Mehring zusammen. Er wurde schließlich nebenher Berlin-Korrespondent der Breslauer Zeitung. 1883 gründete die Frankfurter Zeitung des demokratischen liberalen Verlegers Leopold Sonnemann eine ständige Vertretung in der Reichshauptstadt Berlin. Stein übernahm das Berliner Büro.
Routineberichte veröffentlichte Stein nicht mit einer Namenszeile, sondern einem Zeichen. Für über den Tag hinaus gehende Artikel wählte er den Schriftstellernamen Irenaeus (Irenäus) – laut Ernst Feder weniger wegen des gleichnamigen Kirchenvaters, sondern weil die Tochter eines befreundeten Paares Irene hieß.
Ungewöhnlich für den Vertreter einer Zeitung mit demokratischer Tradition, erarbeitete sich Stein Zugang zu den höchsten konservativen und aristokratischen Regierungs- und Hofkreisen, zu führenden Politikern und Spitzenbeamten. Möglich war dies, weil die Presse- und Öffentlichkeitsarbeit der Regierungsstellen weniger restriktiv gehandhabt wurde und Oppositionszeitungen nicht mehr grundsätzlich von Informationen ausgeschlossen wurden. Mit der Zeit wurde er durch seine langjährige Präsenz zum Doyen der Korrespondenten. Der Journalist Maximilian Harden nannte ihn scherzhaft „Semper Augustus“, den ewigen August. Nach den Worten seines Freundes Max Fuchs kannte Stein schließlich die Bühne des politischen Lebens „nicht vom Zuschauerraum, sondern vom Schnürboden aus bis ins Innerste“.
Er wurde weit mehr als ein Berichterstatter, sondern ein politischer Akteur mit einem eng an seine Person geknüpften Beziehungsnetz. Stein, „der als scharf umrissene Persönlichkeit selbst im Mittelpunkt der Reichspolitik stand“, betrieb zwar keinen Kult um seine Person. Aber er war nicht nur publizistisch, sondern auch als Netzwerker sehr präsent. Er war ein „Gesellschaftsmensch im besten Sinne des Wortes“, der in vielen Kreisen Beziehungen pflegte und deshalb sehr umfassend informiert war.
Er galt drei Jahrzehnte lang als Seele eines Stammtisches im Romanischen Café des Hotels Kaiserhof am Wilhelmplatz. Dort traf sich allabendlich an einem großen runden Tisch bis um Mitternacht eine Tafelrunde aus Politik und Hochfinanz, die sich vor allem um Stein sammelte, insbesondere liberale und linksliberale Politiker. Stein gehörte zu der Elite der Journalisten, die in den Berliner Salons präsent waren und in ihrer Privatwohnung ein „großes Haus“ führten. „Bei August Stein“, so der Bonner General-Anzeiger, „traf sich nicht nur alles, was zum Bau [der Presse] gehörte, sondern auch eine Menge von Ministern, Parlamentariern, Botschaftern und Gesandten“.
Das Literarische Echo schrieb, es dürfte „kaum einen Zeitgenossen gegeben haben, der mehr Menschen des öffentlichen Lebens gekannt, der diese Menschen besser gekannt hat, der so wie er Bescheid wusste im kribbelnden Getriebe der Politik.“ Otto Hammann, von 1894 von 1916 Pressereferent (Regierungssprecher) im Auswärtigen Amt und ständiger Gesprächspartner Steins, schrieb in seinem Memoirenbuch Bilder aus der letzten Kaiserzeit (1922):
In der wilhelminischen Zeit gab es kaum einen Politiker in Berlin, der im Reichstag und in den Ämtern, in der Kunstwelt und der Gesellschaft der oberen Zehntausend, bei einheimischen und fremden Journalisten so allgemein bekannt und geschätzt war wie August Stein […]. Das Ansehen, das er genoss, galt nicht der politischen Richtung seines Blattes, auch nicht nur dem Journalisten mit leicht beschwingter Feder, sondern der ganzen Persönlichkeit, in der sich menschliches Wohlwollen, scharfer Blick für den Jahrmarkt der Eitelkeiten, Humor und Ironie im Stile eines Romantikers mit hoher Auffassung seines Berufes vereinigten.
Steins Schwerpunkt war die politische Berichterstattung und Kommentierung. Er schrieb jedoch auch Artikel für das Feuilleton („unter dem Strich“), die dank seiner Erzählkunst, feinen Ironie, Anekdoten und Andeutungen als „Leckerbissen“ galten. Im Feuilleton berichtete er insbesondere von Ereignissen, Bällen, Festen und Veranstaltungen der Berliner Gesellschaft.

## Letzte Jahre
Er wurde am 1. Juli 1920 als Büroleiter der Frankfurter Zeitung pensioniert. Keine vier Monate später, am 12. Oktober, starb er an einem langjährigen Herzleiden im Alter von 69 Jahren.
Seinem Begräbnis wohnten offizielle Vertreter der Reichsregierung, Ministerien und des Reichstags bei. Die Ansprachen hielten Reichspressechef Fritz Heilbron, für den Verein Berliner Presse hielt Otto Nuschke, Chefredakteur der Berliner Volks-Zeitung und DDP-Reichstagsabgeordneter, sowie der Ökonom Ernst Grünfeld, Professor an der Universität Halle, ebenfalls Mitglied der DDP.
Stein hinterließ keine eigenen Bücher, Memoiren oder Aufzeichnungen. Sein Berliner Freund Max Fuchs veröffentlichte, zunächst als anonymer Herausgeber, 1922 eine Sammlung von Stein-Aufsätzen zum Politik- und Gesellschaftsleben sowie Porträts bekannter Persönlichkeiten, die zuerst unter dem Titel Irenaeus, in der Zweitauflage als Es war alles ganz anders erschienen. Dieser Band wurde ergänzt durch weitere Artikel, so Steins Gespräche mit dem britischen Premier David Lloyd George und Generalfeldmarschall Alfred von Waldersee aus dem Archiv der Frankfurter Zeitung, außerdem enthält er „Biographische Zusätze“, die Details über die historischen Persönlichkeiten erklären. Obwohl die Erstauflage ohne Namen des Herausgebers erschien, wurde Fuchs’ Name in einigen Buchrezensionen erwähnt. Da er nun bekannt war, erschien die zweite Auflage mit der Namensnennung.

## Privates
Er war verheiratet mit Maria Luise Charlotte, geborene Viol. Sein Sohn war Friedrich Richard Stein (* 2. Oktober 1889 in Berlin; † 15. Dezember 1944 in Berlin), meist genannt Fritz Stein. Er wurde ebenfalls Journalist und Hauptstadtkorrespondent und führte die väterliche Tradition als bekannter Gastgeber fort. Ab 1921 war er Büroleiter eines bedeutenden westdeutschen Titels, des Hamburger Fremdenblatts, ab 1932 Chefredakteur der Berliner B. Z. am Mittag.

## Werke (Auswahl)
- Stein, August und Anonymus [d. i. Fuchs, Max] (Hg.). Irenaeus. Aufsätze August Steins. Mit seinem Bilde und einem Vorwort herausgegeben von einem seiner Freunde. Verlag der Frankfurter Societäts-Druckerei, Frankfurt am Main 1921. [Digitalisat]
- Stein, August und Fuchs, Max (Hg.). Es war alles ganz anders. Aus der Werkstätte eines politischen Journalisten 1891–1914. Aufsätze August Steins mit seinem Bilde und einem Vorwort herausgegeben von Max Fuchs. Irenaeus, zweite vermehrte Auflage. Verlag der Frankfurter Societäts-Druckerei, Frankfurt am Main 1922. [Digitalisat]